# 田中昇吾
田中 昇吾（たなか しょうご、1981年生）は、静岡県浜松市出身の作曲家、編曲家、ギタリストである。

## 来歴・人物
CRaNE(クレイン)のギタリストとして2009年デビュー
CRaNEでの活動の他、ギタリスト、作曲家、編曲家として他アーティストの作品にも参加。
ミックスエンジニアでもある。
MUTOWN ENTERTAINMENT所属

2009年　CRaNE「希望の空/運命の人」作曲・編曲でデビュー。※「希望の空」は SBSテレビ「みなスポ５」テーマソング
2011年　五十嵐浩晃の「ペガサスの朝」をCRaNEがカバーしTBS系列「サタネプベストテン」に出演。CRaNEの全国放送初出演となる。
2013年　CRaNE 1stアルバム「OverFly」リリース。収録曲「ドンナサマー」作曲・編曲がTBS系列「アッコにおまかせ!」エンディングソング
2014年　林哲司プロディース CRaNE「タイムカプセル」をリリース。サウンドプロヂューサーはアレンジャー清水信之が手掛ける。
2015年　Honey L Days アルバム「リスタート」 ※avex trax にギタリスト参加 
2016年　木山裕策　アルバム「F守りたい君へ」 ※ユニバーサルミュージック合同会社 にギタリスト参加
2016年　千菅春香1stフルアルバム「TRY!」 ※フライングドッグ にギタリスト参加
2016年　NHKみんなのうた CRaNE「おおきなおなか」作曲・編曲　※ 初回放送2016.6-7 再放送2016.10-11 再々放送2018.6-7
2016年　Walt Disney Records「ディズニー・マジカル・ポップ・クリスマス」にギタリスト参加
2017年　北翔海莉ソロアルバム「Alrai~エルライ~」 ※Mastard Records にギタリスト参加
2017年　Beverlyデビューアルバム「AWESOME」 ※avex trax にギタリスト参加
2017年　稲垣潤一　アルバム「HARVEST」 ※ユニバーサルミュージック合同会社 にギタリスト参加
2018年　前田有嬉(ex.Whiteberry)ソロ活動開始とともに全国ツアー(全32会場)にギタリストして参加
2021年　SBSラジオ「クレイン☆ミュージックシャワー」放送終了。放送期間10年 (2011.10-2021.10)
2022年　日向坂46 7thシングル「僕なんか」 ※Sony Records の収録曲「もうこんなに好きになれない」編曲・ギター

### 他アーティスト作品参加楽曲
五十嵐浩晃　
- 君を想うよ　※編曲
- シリウス　※編曲
- Summer Breeze　※編曲
- 夏風　※編曲
- 花火と、君と、永遠。　※作曲・編曲
- Autumn Breeze　※編曲
- 白い風の街で　※編曲
- 君だったのかもしれない　※編曲
- 明日を信じて　※編曲
- 誓い　※編曲
- 春告歌　※編曲

伊藤菜々子
- STRAIGHT FLUSH　※作曲・編曲
- As you like　※作曲・編曲
- 焦る間もなく　※作曲・編曲
- See you again　※編曲
- Take a Chance　※編曲
- 夢までの道しるべ　※編曲
- Don’t Stop　※作曲・編曲

稲垣潤一　
- ON and ON　※ギター

木山裕策　
- スタートライン　※ギター

CRaNE
- 希望の空　※作曲・編曲
- 運命の人　※作曲・編曲
- 同じ星違う夜　※作曲・編曲
- 補欠　※作曲・編曲
- グローブのキーホルダー　※作曲・編曲
- 風をきって　※作曲・編曲
- 光の行方　※作曲・編曲
- 空を飛べる日　※作曲・編曲
- サンシャイン　※作曲・編曲
- Everyday　※作曲・編曲
- 初雪　※作曲・編曲
- 私の時計　※作曲・編曲
- 君のシルエット　※作曲・編曲
- さくら色　※作曲・編曲
- 真冬の人形　※作曲・編曲
- 誓い　※作曲・編曲
- I want no more　※編曲
- 恋もよう　※編曲
- SETSUNA　※作曲・編曲
- Strawberry Picking　※作曲・編曲
- 花唄　※作曲・編曲
- 線香花火　※作曲
- おおきなおなか　※作曲・編曲
- ドンナサマー　※作曲・編曲

榛葉昌寛
- 水色のワルツ ※編曲・ギター
- 悲しい酒 ※編曲・ギター

千菅春香　
- あなたの春香さん　※ギター

Disney Magical Pop Christmas　
- 夢はひそかに　※ギター

Honey L Days　
- Winter Melody　※ギター

日向坂46　
- もうこんなに好きになれない　※編曲・ギター

Beverly　
- Never Ever　※ギター

北翔海莉　
- ラストダンスは私に　※ギター
- サン・トワ・マミー　※ギター

前田有嬉(ex.Whiteberry)
- 僕たち結婚するんだ　※編曲
- 収穫　※作曲・編曲
- ずっと好きだよ　※編曲
- 始まりの冬がきた　※編曲

### レギュラー番組
2011年10月ー2021年9月SBSラジオ「CRaNE Music Shower」 ※放送終了

### レギュラーライブ
所属プロダクション内スタジオで、毎月１回『CRaNE STUDIO LIVE』を開催。

### ゲスト出演
- 「小倉智昭のラジオサーキット」 ニッポン放送 :CRaNE
- 「サタネプ☆ベストテン2時間スペシャル」 TBSテレビ :CRaNE
- 「J-POP青春の'80」 NHK BSプレミアム :CRaNE
- 「静岡発そこ知り」  SBSテレビ :CRaNE
- 「今でも凄い芸能人」 フジテレビ :CRaNE
- 「今でもスゴい女性芸能人」フジテレビ :CRaNE
- 「ごちそうライフ2」 千葉テレビ :CRaNE
- 「潮風音楽堂」 J-COM :CRaNE
- 「クロスカヴァーソングショー」 IMAGICA TV :田中昇吾
- 「イマウタ」 BS日テレ :田中昇吾